# Toskaljärvi
Toskaljärvi eller Toskaljavri är en sjö i Finland. Den ligger i kommunen Enontekis i landskapet Lappland, i den norra delen av landet, 1 000 km norr om huvudstaden Helsingfors. Toskaljärvi ligger 704,3 meter över havet. Omgivningarna runt Toskaljärvi är i huvudsak ett öppet busklandskap. Arean är 99,9 hektar och strandlinjen är 4,55 kilometer lång. Sjön  ingår i Torne älvs huvudavrinningsområde. 